# Groupe de NGC 3367
Le groupe de NGC 3367 comprend au moins quatre galaxies situées dans la constellation du Lion. La distance moyenne entre ce groupe et la Voie lactée est d'environ 49,7 Mpc (∼162 millions d'al). 

## Membres
Le tableau ci-dessous liste les quatre galaxies du groupe indiquées dans l'article de A.M. Garcia paru en 1993. Abraham Mahtessian mentionne aussi ce groupe dans un article paru en 1998, mais NGC 3419A n'y figure pas.  
| Nom       | Class.       | Type           | α (J2000.0)   | δ (J2000.0) | Vitesse radiale (km/s) | m    | Distance (Mpc) | Diamètre (kal) |
| --------- | ------------ | -------------- | ------------- | ----------- | ---------------------- | ---- | -------------- | -------------- |
| NGC 3367  | SB(rs)c      | Spirale barrée | 10h 46m 34.9s | 13° 45′ 03″ | 3038 ± 1               | 11,5 | 49,9 ± 3,5     | 85             |
| NGC 3391  | S?           | Spirale        | 10h 48m 56.3s | 14° 13′ 11″ | 2956 ± 1               | 13,0 | 48,7 ± 3,4     | 49             |
| NGC 3419  | (R)SAB0^+(r) | Lenticulaire   | 10h 51m 17.7s | 13° 56′ 46″ | 3035 ± 7               | 12,5 | 49,9 ± 3,5     | 67             |
| NGC 3419A | SB(s)b?      | Spirale barrée | 10h 51m 19.9s | 14° 01′ 24″ | 3075 ± 1               | 14,1 | 50,4 ± 3,6     | 113            |

Le site DeepskyLog permet de trouver aisément les constellations des galaxies mentionnées dans ce tableau ou si elles ne s'y trouvent pas, l'outil du site constellation permet de le faire à l'aide des coordonnées de la galaxie. Sauf indication contraire, les données proviennent du site NASA/IPAC. 